# ياكهان بيجوم
ياكهان بيجوم (بالفارسية: یاکهان بیگم) كانت أميرة كركية، وهي ابنة آخر حاكم كركي خان أحمد خان (حكم من 1538 إلى 1592)، والأميرة الصفوية مريم بيجوم.
في عام 1591، تمت خطبة الأمير الصفوي محمد باقر ميرزا من ياكهان بيجوم، ولكن في النهاية لم يتم الزواج بسبب معارضة والدها. ثم قرر والد محمد باقر، الشاه عباس الأول (حكم من 1588 إلى 1629)، الزواج من ياكهان بيجوم في عام 1602، لكنها توفيت في نفس العام.